# Annette Edmondson
Annette Edmondson, född 12 december 1991 i Adelaide, Australien, är en australisk cyklist som tog OS-brons i omniumet vid de olympiska cyklingstävlingarna 2012 i London.